# Ах (приток Блау)
Ах (нем. Ach) — река в Германии, протекает по земле Баден-Вюртемберг. Общая длина реки 10,2 км.
Река Ах берёт начало западнее города Шельклингена из карстового источника. Течёт на северо-восток. Впадает в реку Блау в черте города Блаубойрена. Высота истока — 535 м, высота устья — 515 м, общий перепад — 20 м.
Река популярна среди туристов — гребцов на байдарках и каноэ.